# Azilia rojasi
Azilia rojasi là một loài nhện trong họ Tetragnathidae.
Loài này thuộc chi Azilia. Azilia rojasi được Eugène Simon miêu tả năm 1895.